# Буди-Крашевські
Буди-Крашевські (пол. Budy Kraszewskie) — село в Польщі, у гміні Рацьонж Плонського повіту Мазовецького воєводства.
Населення — 130 осіб (2011).
У 1975-1998 роках село належало до Цехановського воєводства.

## Демографія
Демографічна структура станом на 31 березня 2011 року:
|          | Загалом | Допрацездатний вік | Працездатний вік | Постпрацездатний вік |
| -------- | ------- | ------------------ | ---------------- | -------------------- |
| Чоловіки | 64      | 13                 | 41               | 10                   |
| Жінки    | 66      | 15                 | 31               | 20                   |
| Разом    | 130     | 28                 | 72               | 30                   |